# Schoblocher Barbara
Schoblocher Barbara (Baja, 1993. március 13.) jazz-ének szakon végzett magyar énekesnő, a 2011-ben alakult Blahalouisiana együttes egyik alapítója és kezdetektől fogva frontember-énekese. Országos ismertséget 2023-ban szerzett, miután a Sztárban sztár kilencedik évadának összes adásából továbbjutott, végül a zenei vetélkedő második helyezettje lett.

## Élete
Bajai származású. Bár a családjában senki sem zenélt aktívan – csak egyik nagynénje tanult zongorázni –, szülei a kezdetektől fogva támogatták zenei karrierje építésében. 11 évesen már énektanárhoz járt, majd bekerült iskolájának amatőr színtársulatába, ahol főként naiva szerepeket játszott. Az így szerzett színpadi tapasztalat segítette a bejutását a főiskolai jazz tanszakra, ahol aztán tovább tökéletesíthette énektudását. Egyik korai kedvence volt Britney Spears – egy interjújában arról beszélt, hogy nélküle talán nem is lépett volna zenei pályára –, tízes évei derekán felfedezte a gitárzenét, kamaszkorában pedig nagyon sokat hallgatott nála jóval idősebb előadókat.
2011 őszén, a Kodolányi János Főiskola jazz szakán ismerkedett meg a székesfehérvári Jacked zenekar tagjaival, akik mintegy másfél évvel korábban énekes nélkül maradtak. Találkozásuk eredményeként született meg új együttesük, melynek a Blahalouisiana nevet adták, és amelynek az alakulása óta ő az énekes-frontembere. Rögtön az első számuk, a 2012-es The Wanderer három héten keresztül vezette a MR2 Top 30-as listáját; első albumukat 2016-ban jelentették meg. Az azóta eltelt időszakban  zenekar a magyar fesztiválok és klubok rendszeres fellépője lett, teljesítményüket a szakma Junior Artisjus- és Fonogram-díjjal is elismerte. Az együttes repertoárjában angol és magyar nyelvű szerzemények is szerepelnek, angol nyelvű dalaikkal főleg a külföldi hallgatóikat igyekeznek megszólítani, míg az anyanyelviekkel a hazai hallgatóság szívéhez kívánnak szólni.
Élettársa Áron András zenész, akivel közös dalaik 2019-ben debütáltak, majd 2020 óta állandó tagja lett az Áron András & the Black Circle Orchestra zenekarnak is.
2023-ban a TV2 Sztárban sztár című zenés show-műsor kilencedik évadának egyik versenyzőjévé választották; az első hét adás mindegyikéből továbbjutott, s ezzel a döntő négy versenyzőjének egyike lehetett, sőt (a vendégelőadók produkcióit és a finálét leszámítva) az ő egyéni versenyszáma (Céline Dion All By Myself című dala) volt e versenyévad záró előadása. A versenyévadnak végül ő lett a második helyezettje.